# Peter Mertens (Wirtschaftsinformatiker)
Peter Mertens (* 18. Mai 1937 in Seifhennersdorf) ist einer der Gründerväter der Wirtschaftsinformatik im deutschsprachigen Raum. Mertens war der erste Lehrstuhlinhaber für Wirtschaftsinformatik in Deutschland.

## Beruflicher Werdegang
Peter Mertens studierte Wirtschaftsingenieurwesen an der TH Darmstadt und promovierte dort 1961 zum Dr. rer. pol. Bis 1963 war er wissenschaftlicher Mitarbeiter an der TH Darmstadt. Danach arbeitete er an der Technischen Universität München, der Johannes-Kepler-Universität Linz sowie am Massachusetts Institute of Technology (MIT). 1966 legte Mertens an der TU München die erste Habilitationsschrift im deutschsprachigen Raum zum Themenkreis der Wirtschaftsinformatik vor: Die zwischenbetriebliche Kooperation und Integration bei der automatisierten Datenverarbeitung. Von 1966 bis 1968 arbeitete er für das Schweizer Software- und Beratungsunternehmen ORAG AG, zuletzt als einer der Geschäftsführer.
1968 übernahm Peter Mertens den ersten auf betriebliche Datenverarbeitung ausgerichteten Lehrstuhl im deutschsprachigen Raum, die Lehrkanzel III für Betriebswirtschaftslehre an der Johannes-Kepler-Universität Linz.
Bis September 2005 war Peter Mertens Inhaber des Lehrstuhls für Betriebswirtschaftslehre, insbesondere Wirtschaftsinformatik I an der Wirtschafts- und Sozialwissenschaftlichen Fakultät der Universität Erlangen-Nürnberg. Zugleich war er Leiter der Informatik-Forschungsgruppe „Betriebliche Anwendungen“ an der Technischen Fakultät. Seither arbeitet er als Emeritus an seinem früheren Lehrstuhl.
Mertens ist Autor zahlreicher Bücher. Darunter befinden sich 23 Monografien, die er allein oder als Koautor verfasst hat. Ebenso war er an der Herausgabe von 26 Sammelwerken beteiligt. Der Band 1 seiner Monographie Integrierte Informationsverarbeitung ist in 18 Auflagen erschienen. Bücher von ihm sind ins Englische, Chinesische, Italienische und Russische übersetzt worden. Weiterhin hat er über 270 Zeitschriftenartikel, über 120 kleinere Beiträge und mehr als 290 Beiträge zu Sammelwerken verfasst.
Er ist Fellow der Gesellschaft für Informatik, Ehrenmitglied des Verbandes der Hochschullehrer für Betriebswirtschaft und Ehrendoktor von fünf Universitäten in Deutschland, Österreich und der Schweiz. Ihm wurden das Bundesverdienstkreuz, der Ehrenring der Wirtschaftsuniversität Wien, der Ehrenpreis des Dr.-Theo-und-Friedl-Schöller-Forschungszentrums für Wirtschaft und Gesellschaft und die Ehrenmedaille der Wirtschafts- und Sozialwissenschaftlichen Fakultät der Universität Erlangen-Nürnberg für sein Lebenswerk verliehen.

## Schriften (Auswahl)

### Als Autor
- Die zwischenbetriebliche Kooperation und Integration bei der automatisierten Datenverarbeitung, Meisenheim am Glan: Hain, 1966, 414 S., IDN: 457582707. (Habilitationsschrift)
- Mit Walter Döllinger u. a.: Substanzerhaltung bei Scheingewinnbesteuerung – Verfahren und Simulationsuntersuchungen, München: Moderne Industrie 1977, ISBN 978-3-478-39550-2.
- Mit Rudolf Hildebrand: PPS-Controlling mit Kennzahlen und Checklisten, Berlin u. a.: Springer, 1992, ISBN 978-3-540-55556-8.
- Mit Freimut Bodendorf, Corinna Baumgärtel, Lothar Seidl: Kennzahlengestützte Unternehmensanalyse, München; Wien: Oldenbourg R. Verlag, 1998, ISBN 978-3-486-20820-7.
- Mit Marco Meier, Werner Sinzig: SAP Strategic Enterprise Management/Business Analytics. Integration von strategischer und operativer Unternehmensführung, 2. Auflage, Berlin; Heidelberg; New York; Barcelona; Hongkong; London; Mailand; Paris; Tokio: Springer, 2004, ISBN 978-3-540-40681-5.
- Mit Freimut Bodendorf: Programmierte Einführung in die BWL. Institutionenlehre, 12. Auflage, Wiesbaden: Gabler, 2005, ISBN 978-3-409-32089-4.
- Mit Marco Meier, Werner Sinzig: Enterprise Management with SAP SEM/Business Analytics, 2. Auflage, Berlin; Heidelberg; New York: Springer, 2005, ISBN 978-3-540-22806-6.
- Mit Gerhard Knolmayer, Alexander Zeier, Jörg Thomas Dickersbach: Supply Chain Management Based on SAP Systems. Architecture and Planning Processes., Berlin; Heidelberg; New York; Barcelona; Hongkong; London; Mailand; Paris; Tokio: Springer, 2009, ISBN 978-3-540-68737-5.
- Mit Jörg Dittrich, Michael Hau, Andreas Hufgard: Dispositionsparameter in der Produktionsplanung mit SAP. Einstellhinweise, Wirkungen, Nebenwirkungen, 5. Auflage, Wiesbaden: Vieweg+Teubner, 2009, ISBN 978-3-8348-0715-1.
- Mit Marco Meier: Integrierte Informationsverarbeitung 2, Planungs- und Kontrollsysteme in der Industrie, 10. Auflage, Wiesbaden: Gabler, 2009, ISBN 978-3-8349-1001-1.
- Integrierte Informationsverarbeitung 1, Operative Systeme in der Industrie, 18. Auflage, Wiesbaden: Gabler, 2013, ISBN 978-3-8349-4394-1.
- Mit Dina Barbian, Stephan Baier: Digitalisierung und Industrie 4.0 – eine Relativierung, Wiesbaden: Springer, 2017, ISBN 978-3-658-19631-8.
- Mit Freimut Bodendorf, Wolfgang König, Matthias Schumenn, Thomas Hess, Peter Buxmann: Grundzüge der Wirtschaftsinformatik. 12. Auflage. Springer, Berlin 2017, ISBN 978-3-662-53361-1, doi:10.1007/978-3-662-53362-8.

### Als Herausgeber
- Mit Joachim Griese, Dieter Ehrenberg (Hrsg.): Virtuelle Unternehmen und Informationsverarbeitung, Berlin; Heidelberg; New York; Barcelona; Hongkong; London; Mailand; Paris; Tokio: Springer, 1998, ISBN 978-3-540-64643-3.
- Mit Andrea Back u. a. (Hrsg.): Lexikon der Wirtschaftsinformatik. 4., vollst. neu bearb. und erw. Aufl., Berlin; Heidelberg; New York; Barcelona; Hongkong; London; Mailand; Paris; Tokio: Springer, 2001, ISBN 3-540-42339-7.
- Mit Karl Kurbel u. a. (Hrsg.): Studienführer Wirtschaftsinformatik 2009/2010, Wiesbaden: Gabler, 2009, ISBN 978-3-8349-1134-6.
- Mit Susanne Rässler (Hrsg.): Prognoserechnung. Siebte, wesentlich überarbeitete und erweiterte  Auflage. Physica, Heidelberg 2012, ISBN 978-3-7908-2796-5, doi:10.1007/978-3-7908-2797-2.